# کاراگالا
کاراگالا (به لاتین: Karagala) یک منطقهٔ مسکونی در سری‌لانکا است که در استان مرکزی (سری‌لانکا) واقع شده‌است.